# John Cantlie
John Cantlie (* 7. November 1970 in Winchester) ist ein britischer Fotograf und Korrespondent, der im November 2012 in Syrien in Geiselhaft des Islamischen Staates geriet. Nach seinem Mitwirken in diversen Propagandavideos des IS zwischen Herbst 2014 und Ende 2016 gilt sein Verbleib seither als ungewiss. Er ist ein Urenkel des Arztes James Cantlie.

## Karriere
John Cantlie arbeitete unter anderem für The Sunday Times, The Sunday Telegraph und die Nachrichtenagentur AFP. Nach Einsätzen in Afghanistan berichtete er zuletzt vom Bürgerkrieg in Syrien und veröffentlichte im März 2012 einen Artikel zu einem Angriff der Streitkräfte Syriens auf Rebellen in der im Gouvernement Idlib gelegenen Stadt Saraqib, welchen er mit der eigenen Nahaufnahme eines heranrollenden T-72-Panzers bebilderte.

## Geiselnahme (ab 2012)
Im Juli 2012 wurde John Cantlie zusammen mit seinem niederländischen Kollegen Jeroen Oerlemans erstmals in Syrien von Islamisten entführt und dabei am Arm angeschossen. Nach siebentägiger Gefangenschaft wurden beide von der Freien Syrischen Armee befreit.
Am 22. November 2012 wurde Cantlie in Syrien zusammen mit dem US-amerikanischen Journalisten James Foley nahe der Stadt Binesch erneut verschleppt. Die befreundeten Männer waren offenbar in dem Gebiet unterwegs, um an einer gemeinsamen Reportage über Cantlies vorherige Entführung im Juli zu arbeiten. Beide wurden später Teil einer Geiselgruppe mit mehrheitlich westlichen Medienvertretern und Mitarbeitern von Hilfsorganisationen, welche von einer berüchtigten IS-Zelle um Jihadi John kontrolliert wurde. Während manche der über 20 Entführten aus Ländern wie Frankreich, Spanien, Italien und Dänemark mit der Zeit gegen Zahlungen von Lösegeld freikamen, verblieben die britischen und US-amerikanischen Geiseln in Gefangenschaft, weil ihre Regierungen Verhandlungen mit Terroristen generell ablehnen.
Die Verschleppten wurden wiederholt schwerer Misshandlung und Folter unterzogen. Nach einem erfolglosen Fluchtversuch erfuhren Cantlie und Foley eine verschärfte Strafbehandlung, die auch Waterboarding, Taserbeschuss und Scheinhinrichtungen umfasste. Am 4. Juli 2014 scheiterte zudem eine von US-Streitkräften vorgenommene Befreiungsaktion, da die Gefangenen kurz zuvor ein weiteres Mal verlegt worden waren. In der Folge erschien zwischen August und November 2014 eine Serie von Videos, die am Ende jeweils die enthaupteten Leichen von James Foley, Steven Sotloff, David Haines, Alan Henning und Peter Kassig zeigten; Kayla Mueller starb im Februar 2015.

## Propagandavideos (2014 bis 2016)
Ab September 2014 trat John Cantlie in mehreren Propagandavideos der Terrororganisation Islamischer Staat auf und übermittelte unterschiedliche Botschaften. Es war unklar, inwieweit er von seinen Aussagen selbst überzeugt war oder ob er sie nur unter Zwang tätigte. Einer ehemaligen Geisel, dem dänischen Fotografen Daniel Rye Ottosen, soll er bei dessen Entlassung im Juni 2014 gesagt haben: „Wenn ihr uns nicht frei bekommt, tötet uns mit einer Bombe, damit wir nicht für Propaganda benutzt werden können“ (If you can’t get us released, kill us with a bomb so we can’t be used as propaganda). Frühere Weggefährten beschrieben Cantlie jedoch auch als intelligenten und eloquenten Medienprofi, der genau wisse, „wie sich eine Geschichte verkaufen ließe“. Sie hielten es daher für denkbar, dass dieser mit dem Einsatz seiner Fähigkeiten aus taktischen Gründen versuchte, seinen Wert für seine Entführer gezielt zu erhöhen.
Unter dem Obertitel Lend Me Your Ears erschienen zunächst sieben Videos (eine Einführung und sechs Episoden), bei denen Cantlie in Referenz zur Bekleidung der Gefangenen im Guantanamo-Lager im orangefarbenen Anzug an einem Tisch saß und zu verschiedenen Themen Stellung bezog. Dabei kritisierte er in der zweiten Episode unter anderem scharf die westlichen Medien und Politiker, auch für ihre mangelnde Bereitschaft, über die Freilassung der britischen und US-amerikanischen Geiseln mit dem IS zu verhandeln. Im Oktober warnte er in Episode 4 vor einem „Dritten Golfkrieg“. In der sechsten Episode im November 2014 verurteilte Cantlie den (erfolglosen) Befreiungsversuch im vorherigen Juli, wenngleich er davon ausging, eines Tages wie seine anderen Mitgefangenen vom IS exekutiert zu werden. Mit Bezug auf die in diesem Kontext mehrfach betonte Aussage, dass er sich „von seiner Regierung verlassen fühle“, kam Cantlies Schwester zu der Einschätzung, dass er womöglich „zu zwei Drittel an das von ihm Gesagte glaubte“.
Zeitnah wurden drei weitere Videos veröffentlicht, die mit Blick auf Kameraführung, Drohnenaufnahmen und Filmschnitt einen deutlich gesteigerten Produktionsaufwand erkennen ließen. Cantlie trat hier in seiner gewohnten Rolle als westlich gekleideter Korrespondent auf, der nun allerdings IS-Standpunkte positiv beleuchtete und zunächst militärische Erfolge sowie günstige Prognosen aus der zu dieser Zeit hart umkämpften Stadt Kobanê vermeldete. Im Januar 2015 sollten Straßen- und Alltagsszenen aus Mossul, die stellenweise Züge eines unbeschwerten Reiseberichts trugen, offenkundig das Bild eines funktionierenden und lebenswerten Staates vermitteln. In der abschließenden Reportage aus Aleppo wurde im Februar 2015 das Spektrum gesellschaftsrelevanter Themen noch einmal erweitert, bis hin zu einer vorteilhaften Darstellung der (religiös geprägten) Bildungseinrichtungen oder des Rechtssystems der Sharia im IS-Gebiet. Tatsächlich verzeichnete diese Imagekampagne im Umfeld der Organisation und bei der adressierten Zielgruppe hohe Zustimmungs- und Popularitätswerte. Kurz darauf publizierte das IS-Magazin Dabiq einen angeblichen Artikel von Cantlie, in dem er seine Familie und seine Freundin dazu aufrief, ihn „gehen zu lassen und zu vergessen“.
Mehr als ein Jahr später erschienen zwischen März und Mitte Dezember 2016 vier zusätzliche Videos, die alle in Mossul gedreht wurden. Das zweite im Juli zeigte Cantlie unter anderem vor Trümmerteilen der Universität Mossul. Er kritisierte die Bombardierung der „einst größten und schönsten Universität im ganzen Irak“ durch die US-geführte Internationale Allianz gegen den Islamischen Staat, wobei im März 15 Menschen getötet und weitere 103 verletzt worden seien. Im finalen Video, das am 13. Dezember 2016 veröffentlicht wurde, thematisierte der sichtlich abgemagerte Cantlie rund 47 Minuten die massiven Kampfhandlungen in der zu diesem Zeitpunkt bereits seit etwa zwei Monaten andauernden Schlacht um Mossul. Zur Veranschaulichung der effektiven Gegenwehr des IS führte der Brite über das in den Tagen zuvor völlig verwüstete und nun mit zerstörten Panzern übersäte Areal beim Al-Salam Hospital, aus dem sich die irakischen Streitkräfte vorläufig zurückgezogen hatten. Diese Aufnahmen stellen das letzte gesicherte Lebenszeichen von Cantlie dar.

## Status (seit 2017)
Im Juli 2017 behauptete die irakische Al-Sura-Nachrichtenagentur, dass Cantlie bei Luftschlägen in Mossul getötet worden sei, und berief sich dabei auf Interviews mit drei gefangenen IS-Militanten. Ein anderer IS-Kämpfer wollte ihn hingegen Anfang des Jahres in der inoffiziellen IS-Hauptstadt ar-Raqqa gesehen haben, wo er mit von Abū Bakr al-Baghdādī gezeichneten Dokumenten und weitreichenden Befugnissen aufgetreten sein soll.
Nachdem ein Vertreter der Syrian Democratic Forces im Januar 2019 von angeblichen Sichtungen Cantlies in Syrien berichtete, erklärte Ben Wallace, damals Staatssekretär für Sicherheit im britischen Innenministerium, dass die Regierung ebenfalls davon ausgehe, dass dieser immer noch am Leben sei. Er blieb jedoch weiterhin verschollen, auch nachdem mit al-Baghuz Fawqani Ende März 2019 das letzte vom IS gehaltene Gebiet eingenommen worden war.
Parallel dazu wurde bekannt, dass aus Cantlies Geiselgruppe neben seinem auch das Schicksal der Neuseeländerin Louisa Akavi ungeklärt ist, die Entführung der Red-Cross-Mitarbeiterin war zuvor mehr als fünf Jahre geheim gehalten worden. Eine letzte Verortung von ihr im Dezember 2018, beim etwa 15 Kilometer von al-Baghuz Fawqani entfernten Dorf al-Sousa, wurde als relativ gesichert erachtet. Es wurde zudem berichtet, dass bei der Schlacht um al-Baghuz-Faqwani IS-Mitglieder versucht haben sollen, einen freien Abzug gegen Informationen zu Akavi und Cantlie auszuhandeln. Vertreter von SDF-Einheiten äußerten sich jedoch von vornherein skeptisch hinsichtlich deren Wahrheitsgehalt und Belastbarkeit.
Obwohl John Cantlie noch nicht behördlich für tot erklärt wurde, veranstaltete seine Familie am 7. November 2022, rund zwei Wochen vor dem zehnten Jahrestag seiner Verschleppung, eine Trauerfeier für ihn; es war zugleich das Datum seines 52. Geburtstags.

## Liste der Propagandavideos
- Lend Me Your Ears – Messages from The British Detainee John Cantlie (18. September 2014)[27]
- Lend Me Your Ears – Messages from The British Detainee John Cantlie, Episode 1 (23. September 2014)[28]
- Lend Me Your Ears – Messages from The British Detainee John Cantlie, Episode 2 (29. September 2014)[10]
- Lend Me Your Ears – Messages from The British Detainee John Cantlie, Episode 3 (12. Oktober 2014)[29]
- Lend Me Your Ears – Messages from The British Detainee John Cantlie, Episode 4 (16. Oktober 2014)[12]
- Lend Me Your Ears – Messages from The British Detainee John Cantlie, Episode 5 (25. Oktober 2014)[30]
- Lend Me Your Ears – Messages from The British Detainee John Cantlie, Episode 6 (21. November 2014)[11]
- Inside Kobanê: Bericht über die Schlacht um Kobanê (veröffentlicht am 27. Oktober 2014)[14]
- Inside Mossul (veröffentlicht am 3. Januar 2015)[15]
- Inside Aleppo (veröffentlicht am 9. Februar 2015)[16]
- Vier Videos aus Mossul (veröffentlicht am 19. März[18], 12. Juli[19], 7.[31] und 13. Dezember[20] 2016)[5]